# Powrót syna marnotrawnego (obraz Guercina z Rzymu)
Powrót syna marnotrawnego (wł. Ritorno del figliol prodigo) – obraz olejny na płótnie włoskiego malarza barokowego Giovanniego Francesco Barbieriego zwanego Guercinem z 1627–1628 roku, znajdujący się w zbiorach Galerii Borghese w Rzymie.
Na namalowanym w 1627–1628 roku na płótnie obrazie Guercino przedstawił scenę z ewangelicznej Przypowieści o synu marnotrawnym. Niewdzięczny syn, który roztrwonił otrzymany od rodzica majątek, wraca, oczekując srogiej nagany. Szczęśliwy z powrotu ojciec przyjmuje go jednak z miłością. Ten ewangeliczny motyw był często przedstawiany w sztuce. Guercino, który opracował już temat przed laty – Powrót syna marnotrawnego namalowany w 1619 dla kard. Jacopo Serra z Ferrary – starał się oddać uczucia postaci. Zgodnie z zasadami kontrreformacji dzieło miało edukować, w tym przypadku przedstawiając w symboliczny sposób Boże miłosierdzie, łaskę skruchy i żalu. Namalowany przez artystę pies jest typowym barokowym symbolem wierności. Zamknięte okno jest nawiązaniem do intymności i pokoju, które zostają przywrócone wyrodnemu. Jeśli chodzi o styl, widoczne są wpływy koloryzmu weneckiego. Guercino przebywał w Wenecji w 1618 roku. Zauważalne są też cechy klasycystyczne.
Obraz był częścią kolekcji rodziny Lancellottich. Wszedł do zbiorów Borghese w XIX wieku. Muzealny numer katalogowy: 42 (Galleria Borghese). Powrót ma wymiary 125 x 163 cm.

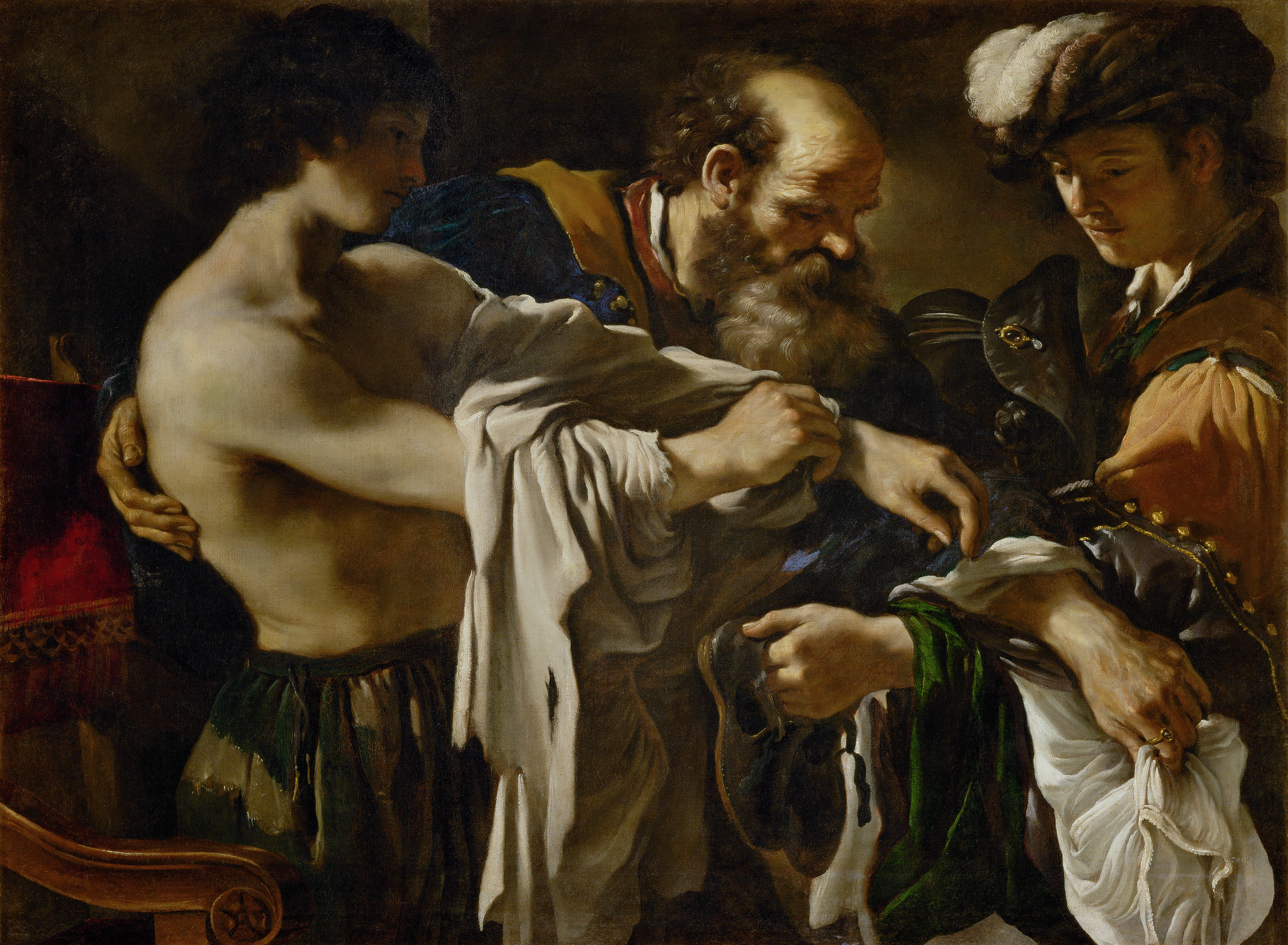
Powrót syna marnotrawnego (1619), Muzeum Historii Sztuki w Wiedniu
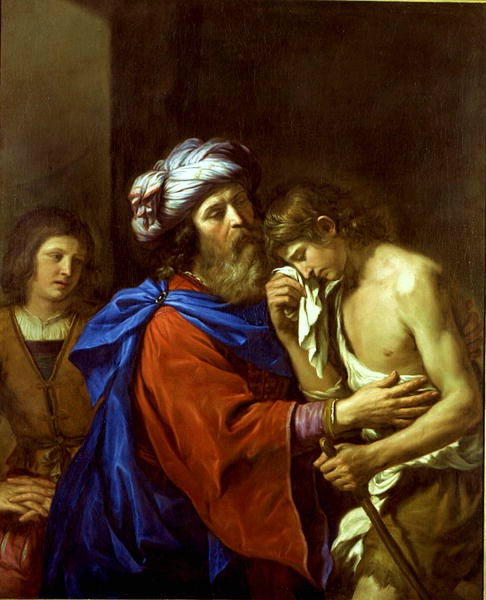
Powrót syna marnotrawnego (1651), Muzeum Diecezjalne we Włocławku
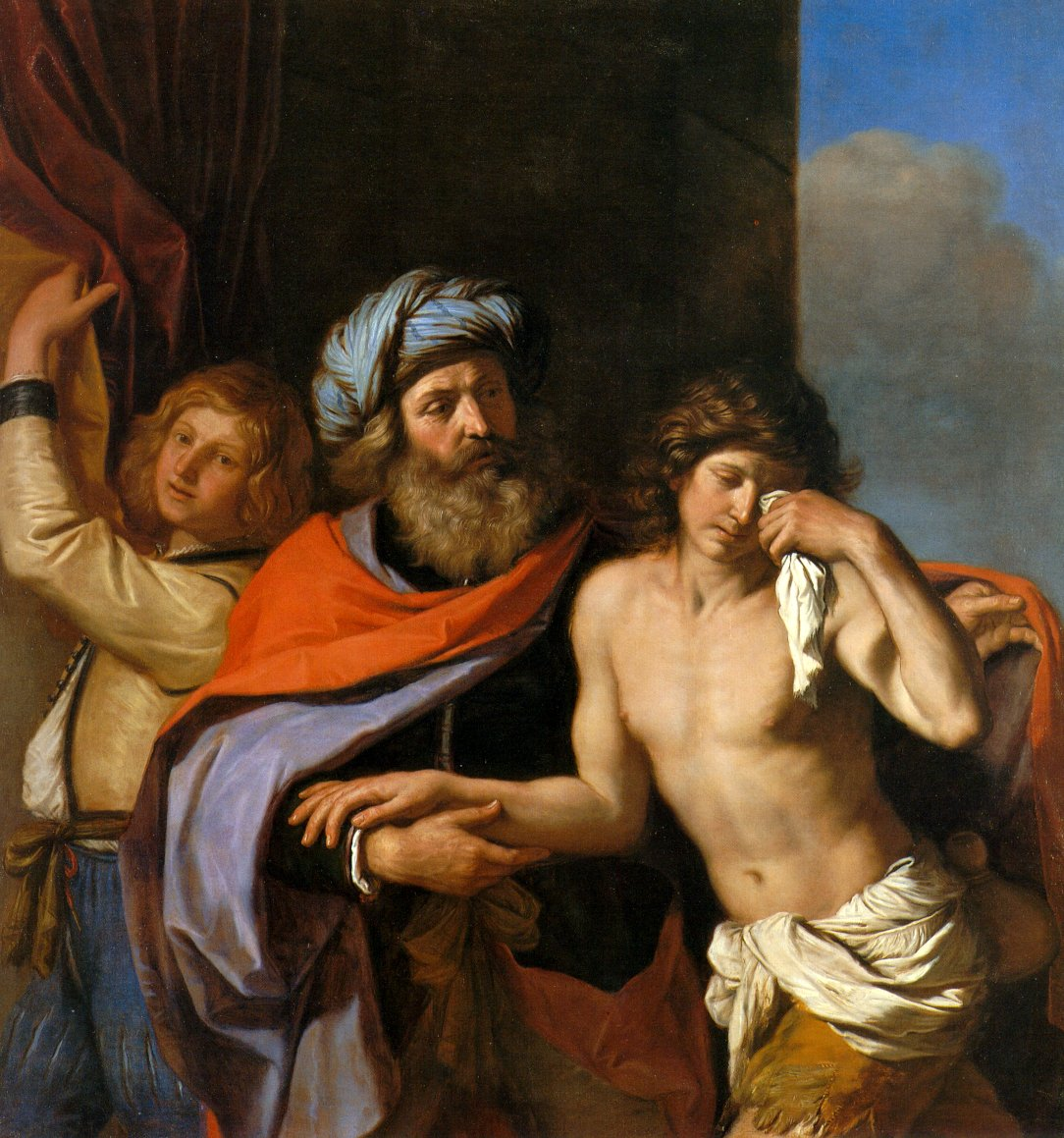
Powrót syna marnotrawnego (1654–1655), San Diego